# Butanal
Butanal eller butyraldehyd är en aldehyd av butan och har formeln C4H8O.

## Egenskaper
Vid exponering för luft oxiderar butanal till smörsyra. Det kan bilda polymerer vid uppvärmning och reagerar med aminer, oxidationsmedel och staka syror och baser.

## Framställning
Butanal framställs huvudsakligen genom oxo-syntes av propen med koboltkarbonyl eller rodium som katalysator. Även isomeren isobutanal bildas i processen.
Ett överskott av kolmonoxid är nödvändigt för att butanal inte ska hydrogeneras vidare till 1-butanol.
Det kan också framställas genom katalytisk dehydrogenering av 1-butanol.

## Användning
Butanal används för tillverkning av krotonsyra, askorbinsyra och syntetisk vitamin E.